# Kymmenedalens välfärdsområde
Kymmenedalens välfärdsområde (finska: Kymenlaakson hyvinvointialue) är ett av de 21 välfärdsområdena i Finland. Välfärdsområdet grundades som en del av reformen som berör social- och hälsovården och räddningsväsendet i Finland, och det omfattar samma område som landskapet Kymmenedalen.

Kymmenedalens välfärdsområde.

## Kommuner
Kymmenedalens välfärdsområde består av sex kommuner varav tre är städer.
- Fredrikshamns stad
- Kotka stad
- Kouvola stad
- Miehikkälä kommun
- Pyttis kommun
- Vederlax kommun

I april 2022 fanns det 160 757 invånare i området.

## Tjänster
Från och med 1 januari 2023 överförs ansvaret för social- och hälsovårdstjänsterna samt räddningsväsendet från kommuner och samkommuner till välfärdsområdena. Enligt lag ska kommuners och samkommuners gällande avtal överföras till välfärdsområden.

### Sjukvård
Kymmenedalens kommuner tillhör Kymmenedalens sjukvårdsdistrikt. Områdets centralsjukhus är Kymmenedalens centralsjukhus i Kotka. I området finns också Kymmenedalens psykiatriska sjukhus. Specialsjukvård ordnas i Helsingforsregionens universitetscentralsjukhus.

### Räddningsverk
Kymmenedalens räddningsverk är verksamt i Kymmenedalens välfärdsområde.

## Beslutsfattande

### Välfärdsområdesvalet
Vid välfärdsområdesval utses välfärdsområdesfullmäktige för välfärdsområdena, som ansvarar för ordnandet av social- och hälsovården och räddningsväsendet från och med den 1 januari 2023. Välfärdsområdena har självstyre och den högsta beslutanderätten utövas av välfärdsområdesfullmäktige. Välfärdsområdesval förrättas samtidigt med kommunalval.
Det första välfärdsområdesvalet hölls den 23 januari 2022. Då valdes 59 personer till välfärdsområdesfullmäktige.

### Välfärdsområdesfullmäktige
Välfärdsområdesfullmäktige ansvarar för välfärdsområdets verksamhet och ekonomi. Fullmäktige fattar beslut om årsbudgeten, godkänner bokslutet och ansvarar för strategiska linjer.

### Mandatfördelning
| 3 | 17 | 3 | 10 | 7 |  |  | 15 |

| 29 | 30 |

| 4 | 20 | 4 | 6 | 9 |  | 14 |